# Mungu ibariki Afrika
Mungu ibariki Afrika és l'himne nacional de Tanzània. L'himne és la versió en llengua suahili de l'himne popular d'Enoch Sontonga, Nkosi Sikelel' iAfrika que també és utilitzat com a himne de Zàmbia i és una part de l'himne de Sud-àfrica. També és utilitzat formalment com himne de Zimbabwe. La paraula Mungu, en suahili, significa Déu i el títol es tradueix com "Déu beneeixi Àfrica".

## Suahili
Mungu ibariki Afrika

Wabariki Viongozi wake

Hekima Umoja na Amani

Hizi ni ngao zetu

Afrika na watu wake.

COR:

Ibariki Afrika(x2)
Tubariki watoto wa Afrika. 

Mungu ibariki Tanzania

Dumisha uhuru na Umoja

Wake kwa Waume na Watoto

Mungu Ibariki Tanzania na watu wake. 

COR (2)

## En català
Que Déu beneeixi a Àfrica.
Beneeixi els seus líders.
Saviesa, unitat i pau
són els nostres lemes: 
Àfrica i la seva gent!
COR:
Beneeix a Àfrica,
Beneeix a Àfrica, 
Beneeix-nos, als infants d'Àfrica!
Que Déu beneeixi a Tanzània.
Concedeix l'eterna independència unitat.
A les dones, homes i nens.
Déu beneeixi a Tanzània i la seva gent!
COR (2)